# Symplocos micrantha
Symplocos micrantha är en tvåhjärtbladig växtart som beskrevs av Carl Karl Wilhelm Leopold Krug och Urban. Symplocos micrantha ingår i släktet Symplocos och familjen Symplocaceae. Inga underarter finns listade i Catalogue of Life.